# Anisodes nigricosta
Anisodes nigricosta är en fjärilsart som beskrevs av W. Warren 1896. Anisodes nigricosta ingår i släktet Anisodes och familjen mätare. Inga underarter finns listade i Catalogue of Life.